# 繆胤
缪胤（3世纪—309年），字休祖，東海郡蘭陵縣人。西晋官員。繆襲之孙，缪播从弟，安平献王司马孚外孙。

## 生平
与缪播齐名。初仕为尚书郎，后转任太弟左卫率、魏郡太守。王浚军进逼邺城，石超等大败，缪胤到徐州奔依附东海王司马越，司马越派缪胤与缪播进关中，迎晋惠帝还都洛阳。司马越以缪胤为冠军将军、南阳郡太守。缪胤从蓝田出武关，到南阳，前太守卫展不接受缪胤，缪胤回到洛阳。晋怀帝即位，拜缪胤为左卫将军，转任散骑常侍、太仆卿。既而与缪播及怀帝舅舅王延、尚书何绥、太史令高堂冲一起参与机密，遭东海王司马越猜疑，与缪播同时被杀。